# Таунсвилл (аэропорт)
Международный Аэропорт города Таунсвилл (англ. Townsville International Airport), известный также как Аэропорт Гарбутт (англ. Garbutt Airport) — основной аэропорт города Таунсвилл, Квинсленд. Располагаясь в пригороде Таунсвилла — Гарбутт на территории Базы ВВС Австралии, аэропорт обслуживает крупных австралийских авиаперевозчиков. Является одиннадцатым по загруженности аэропортом Австралии (1,644,089 человек за 2009-10 год). С аэропорта производятся международные пассажирские перевозки в Индонезию и грузовые перевозки на Соломоновы Острова.
Аэропорт располагается на территории Базы ВВС Таунсвилл.
Добраться до аэропорта можно на личном автотранспорте либо на такси. На специальной стоянке в северной части аэропорта можно воспользоваться услугами такси, либо заказать машину в пункте проката. Из центра города до аэропорта можно добраться на автобусе (маршрут 5/5А) компании Sunbus, обслуживающей городские автобусные маршруты. Из аэропорта на этом же автобусе можно доехать до паромной переправы, соединяющей Таунсвилл с Магнитным островом и островами Большого Барьерного рифа.
Два терминала аэропорта объединены в единое здание. В Южном крыле располагается Международный терминал, а в Северном крыле — терминал Внутренних авиалиний. Здание оборудовано четырьмя телескопическими трапами (1 — для международных вылетов, 3 — для региональных), а также тремя гейтами для региональных вылетов, расположенными в Северном крыле.
Аэропорт располагает двумя ВПП с асфальтовым покрытием: 01/19 (2438 м) и 07/25 (1100 м). Способен принимать все типы воздушных судов (включая Boeing 747 и 777), кроме А-380.

## История

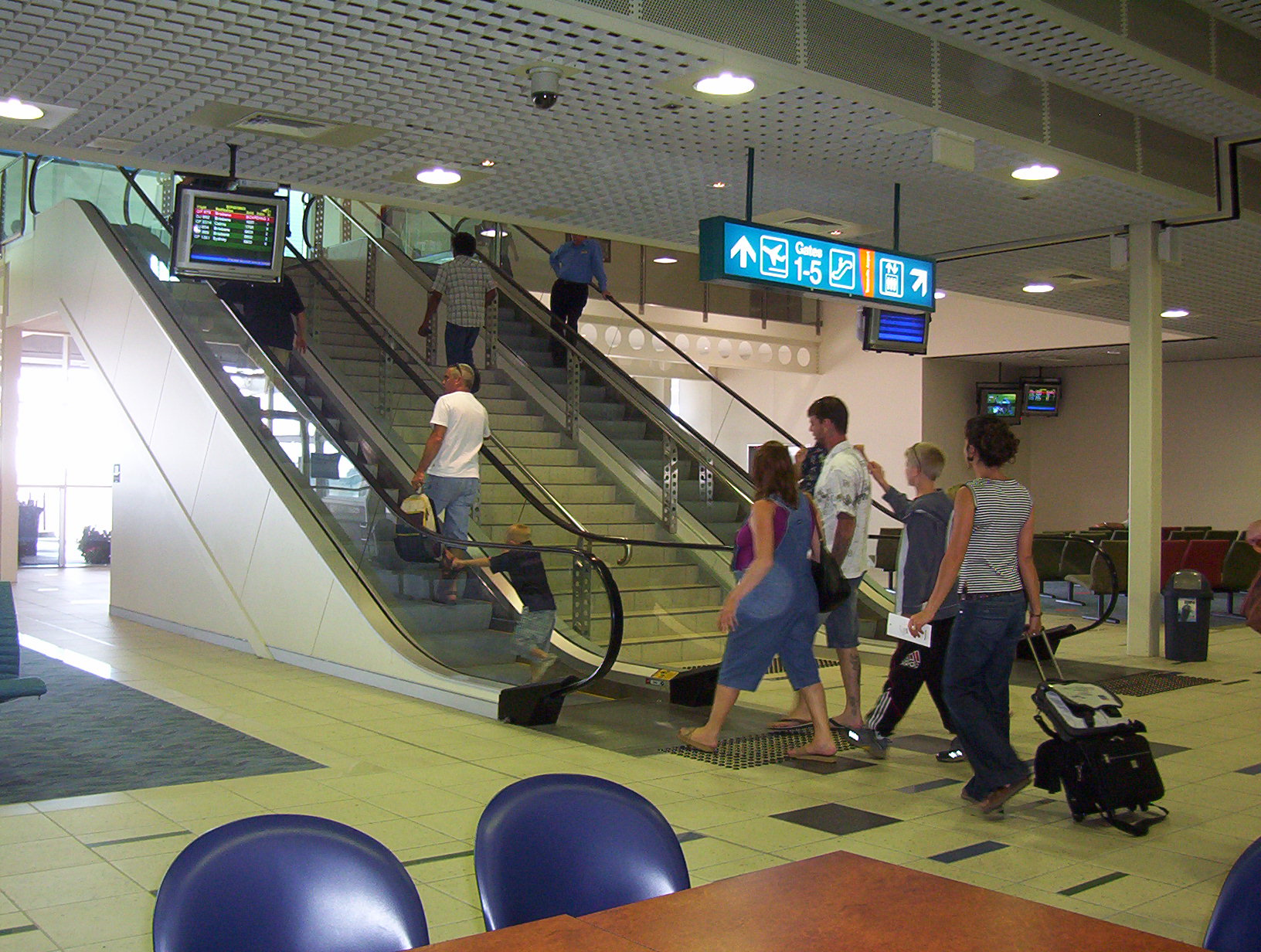
Терминал аэропорта

В октябре 2002 года началась реконструкция терминала, которая является частью широкой программы модернизации аэропорта. Проект включал в себя обновление общей зоны, зон вылетов и прилетов, новую современную стойку регистрации для Qantas и QantasLink, новый зал для членов «Клуба Qantas», магазины розничной торговли и зону магазинов Duty Free, а также три телескопических трапа для больших самолетов размеров (до Boeing 767). Процесс реконструкции занял около года. 12 декабря 2003 года новый терминал был официально открыт.
13 декабря 2003 года для жителей Таунсвилла устроили «День открытых дверей». Вечером того же дня, пассажиры рейса авиакомпании Qantas из Брисбена стали первыми, кто смог оценить новый терминал.
В 2008 году началась еще одна часть программы модернизации. Были улучшены стойки представительств и открыты две дополнительные стойки регистрации пассажиров авиакомпании Virgin Australia. Два из четырех входов в терминал были переоборудованы, а также были добавлены новые торговые площади.

## Авиакомпании и направления

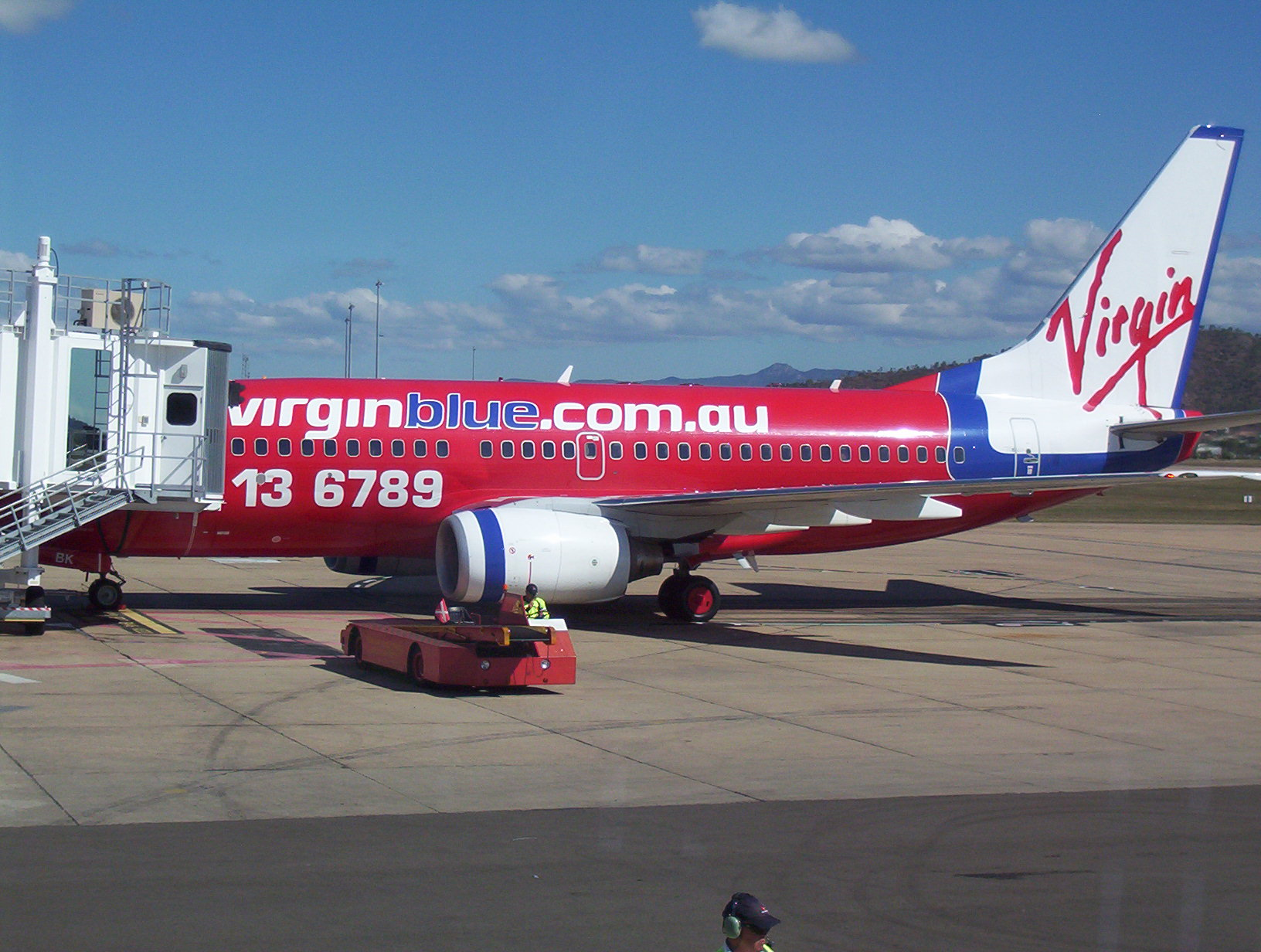
Boeing 737 авиакомпании Virgin Blue после приземления из Брисбена

## Статистика аэропорта

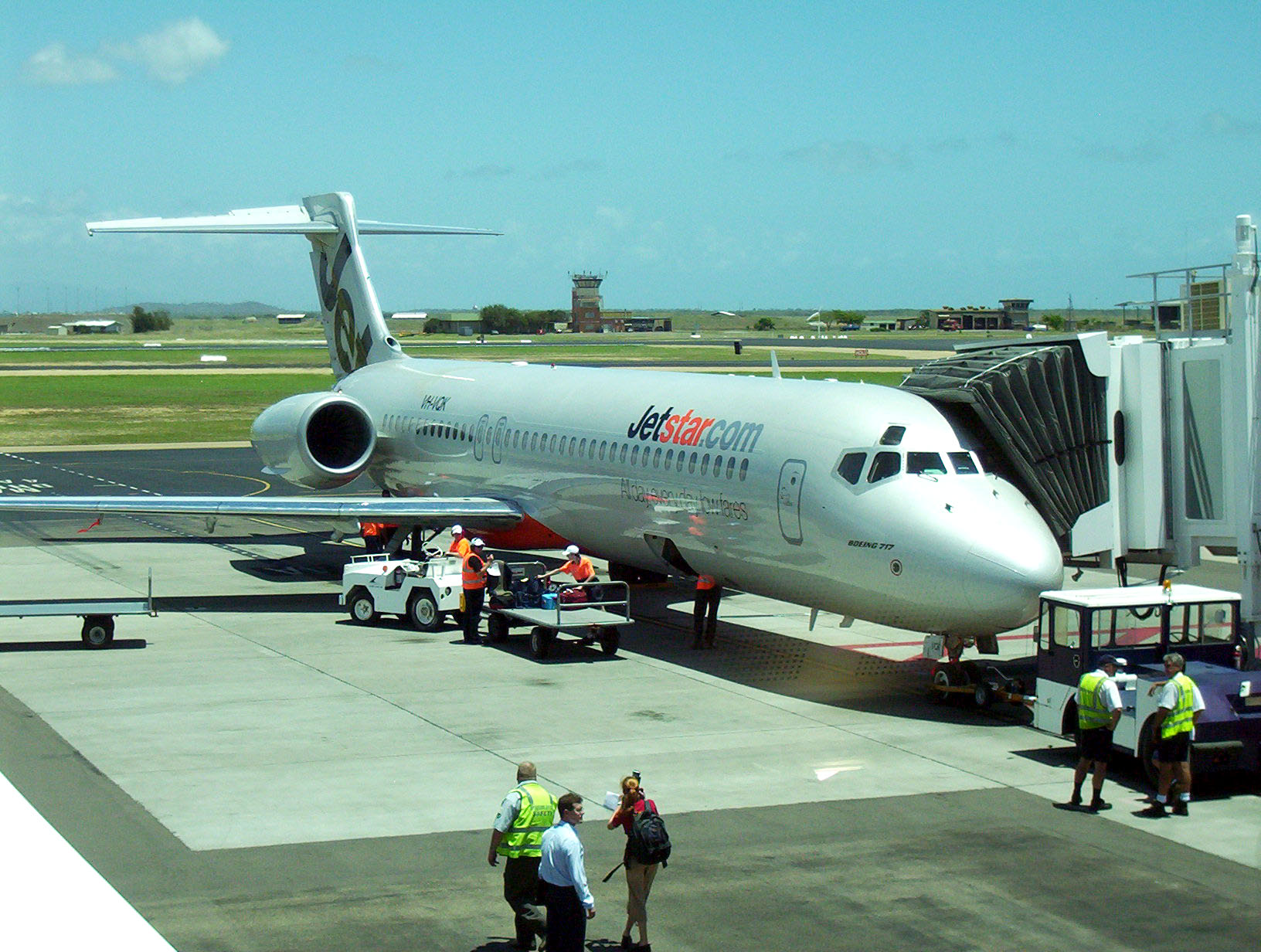
Юбилейный рейс Boeing 717 авиакомпании Jetstar

| Место | Аэропорт | Пассажиры (чел.) | Динамика (%) |
| ----- | -------- | ---------------- | ------------ |
| 1     | Брисбен  | 929,300          | ▼3.8         |
| 2     | Кэрнс    | 174,900          | ▲13.3        |
| 3     | Сидней   | 168,600          | ▲0.1         |

| Место | Аэропорт | Пассажиры (чел.) | Динамика (%) |
| ----- | -------- | ---------------- | ------------ |
| 1     | Брисбен  | 83,700           | ▲3.8         |
| 2     | Кэрнс    | 16,400           | ▲14.7        |
| 3     | Сидней   | 14,800           | ▲1.1         |

## Происшествия и катастрофы
- Единственная авария произошла в аэропорту 6 сентября 1971 года, когда был поврежден самолёт ВВС Австралии Douglas C-47B A65-73.
Повреждения оказались настолько сильными, что ремонт оказался экономически не целесообразен[5].